# Estrat (geologia)
|  | Aquest article tracta sobre la capa de roca que conforma la unitat bàsica en estratigrafia. Si cerqueu tipus de núvol, vegeu «estratus». |

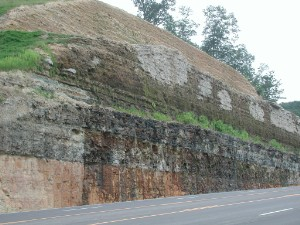
Els estrats de Goldenville, a Bedford (Canadà). Estan composts de denses capes de sediments oceànics que foren dipositats durant el Cambrià mitjà i més tard arribaren a la terra ferma. Aquesta formació cobreix més de la meitat de la província de Nova Escòcia i en algunes zones arriba a tenir un gruix de fins a 7,8 quilòmetres.

Un estrat és, segons la Comissió Internacional d'Estratigrafia, una capa de roca caracteritzada per certes propietats litològiques que permeten diferenciar-la d'altres capes adjacents. Un estrat, de forma habitual, presenta una litologia homogènia o gradacional; aquest fet permet diferenciar-lo de capes adjacents, amb les que sovint limita en canvis bruscos, ja siguin canvis composicionals, erosius, texturals, de radioactivitat, del contingut de fòssils, signatura magnètica, velocitat sísmica, edat o de manca de sedimentació. D'aquesta manera, l'estrat constitueix la unitat litoestratigràfica més petita dins la jerarquia establerta pel Codi de nomenclatura estratigràfica. La branca de la geologia que estudia els estrats és l'estratigrafia.

## Característiques generals dels estrats

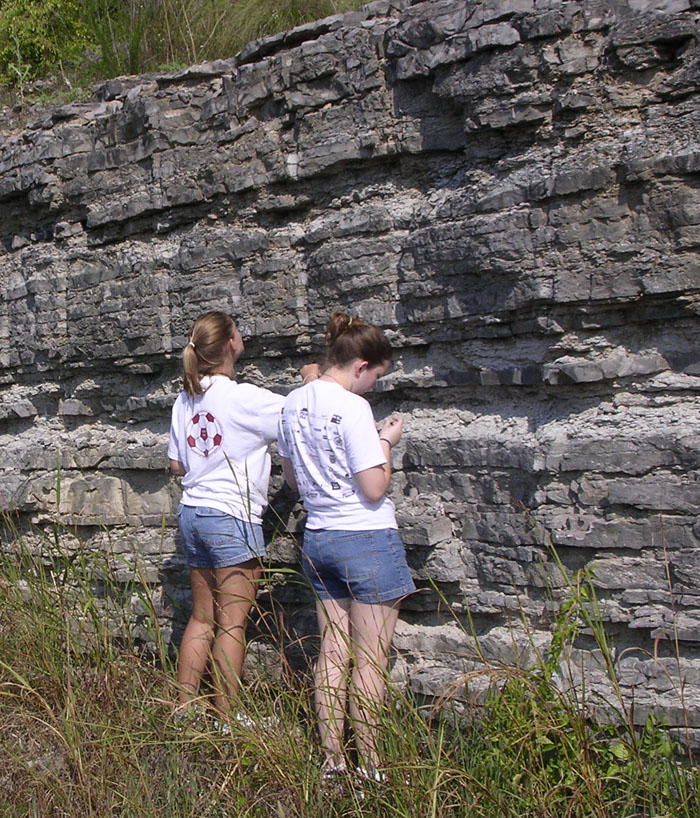
Estrats marins de l'Ordovicià dipositats horitzontalment (Teenesee).

Segons el principi d'horitzontalitat original, els estrats es dipositen horitzontalment com a conseqüència de la gravetat. La universalitat d'aquest principi, però, ha estat posada en dubte recentment, ja que bona part dels estrats es dipositen en diferents angles -per exemple, en dunes o platges-. També cal tenir en compte que els estrats poden dipositar-se sobre formacions irregulars i, per tant, no presentar horitzontalitat -per exemple, en estrats tipus bretxa-. En molts casos, els estrats que originalment eren horitzontals, han estat deformats per pressions i es troben formant plecs o altres estructures associades a deformació.
Pel principi de superposició hom considera que els estrats es dipositen en una seqüència temporal, situant-se aquells més antics en una posició inferior, mentre aquells més recents es troben en una posició superior. Així, en una successió vertical d'estrats, hom podrà assegurar -si aquests no han patit processos de deformació- que aquells inferiors són més antics que els superiors. Combinat amb el principi de successió faunística, aquest principi és de gran rellevància a l'hora de determinar l'edat dels estrats, sobretot amb l'ajuda dels fóssils que és possible trobar en cadascun d'aquests estrats. Els estrats de cada època contindràn fòssils relatius a aquell període i, aquells fóssils extingits en un període concret, no podran trobar-se en estrats de períodes posteriors, tot i que cal tenir en compte l'existència de processos de reelaboració tafonòmica, pels quals un fóssil procedent d'un estrat més antic ha pogut ser desenterrat i, posteriorment, enterrat de nou en un estrat més modern.
Un altre principi fonamental per tal de comprendre la naturalesa dels estrats és el principi de continuïtat lateral. Aquest principi proposa que un estrat, originalment, s'estenia en totes direccions fins que el seu gruix esdevé mínim -zero- o fins que és aturat pels límits físics de la conca on s'està dipositant. Per tant, les capes de sediment, o estrats, presenten continuïtat lateral; enconseqüència, dos capes de roca que presenten una composició, fóssils i gruixos equivalents i que es troben discontinues en l'espai, podràn entendre's -per inducció- com a un mateix estrat que ha estat erosionat, així com també se'ls podrà assignar una mateixa antiguitat.

## Tipus d'estrats
Els estrats poden haver-se format a partir de múltiples processos d'estratificació i diferents processos geològics; tot i que tant les roques sedimentàries com les ígnies o metamòrfiques poden presentar estrats, no totes les unitats o formacions rocoses en presenten. Per exemple, les roques ígnies poden presentar estructures que, a priori, similars a unitats horitzontals, contínues i diferenciables de les roques adjacents que no són estrats sinó filons formats per processos intrusius.

### Roques sedimentàries

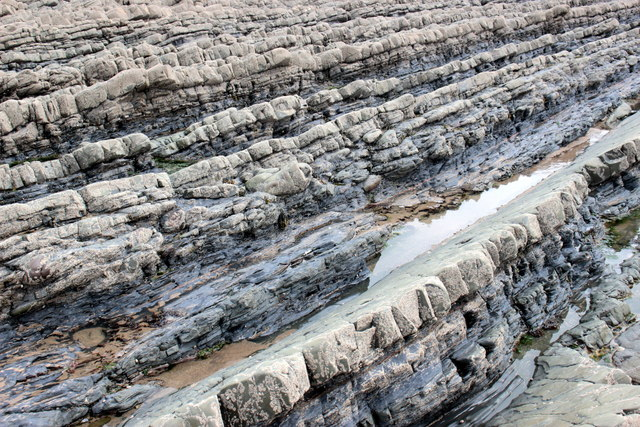
Estrats sedimentaris de Welcombe Beach (Anglaterra).

Els estrats de les roques sedimentàries són formats habitualment per processos associats a la gravetat o a la precipitació química. D'aquesta manera, l'estratificació -és a dir, la formació dels estrats- dependrà de variacions texturals o composicionals del sediment i, en conseqüència. de la roca. Aquestes variacions texturals o composicionals sovint es troben associades a canvis ambientals -per exemple, canvis en el contingut fòssil-; d'energia -per exemple, un riu que en avingudes d'alta energia transporta còdols i en períodes demenys energia transporta sorres-; de temps o de processos de formació de l'estrat -per exemple, eòlics, fluvials, químics, etc.-, entre d'altres.
Cal tenir en compte que no tots els diposits sedimentaris presenten estrats; per exemple, els dipòsits transportats pel gel -per exemple, til·lites- o aquells associats a esllavissades -per exemple, alguns tipus de bretxes- no mostren estrats ni estratificació. En alguns dipòsits amb estratificació original, aquesta pot haver estat eliminada per erosió, acció d'éssers vius o recristal·lització.

### Roques ígnies

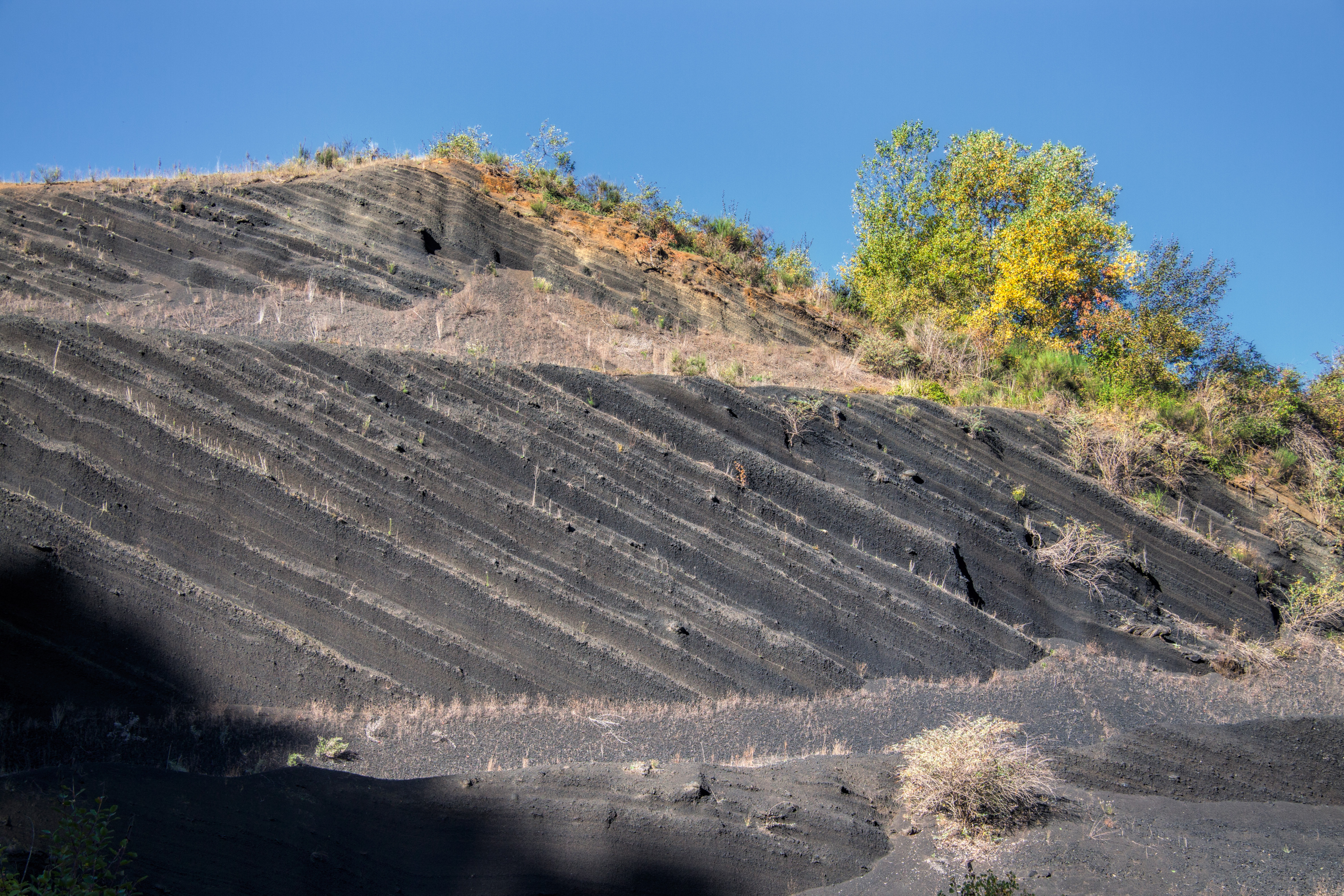
Estrats volcànics del volcà del Croscat (Garrotxa).

L'estratificació en les roques ígnies extrusives ocorre, sovint, en roques volcàniques i no s'ha de confondre amb els processos de diferenciació magmàtica. En episodis volcànics on s'expulsen partícules a l'aire, aquestes cauen al terra per gravetat tot formant capes successives que esdevenen estrats. També s'han observat processos d'estratificació en succesives colades de lava o alternances entre cendres volcàniques i colades.

### Roques metamòrfiques
Les roques que han sofert processos de metamorfisme poden presentar els estrats de les roques sedimentàries o ígines originals; malgrat això, el metamorfisme no disposa de processos d'estratificació vinculats als mateixos processos metamòrfics.

### Gel i neu

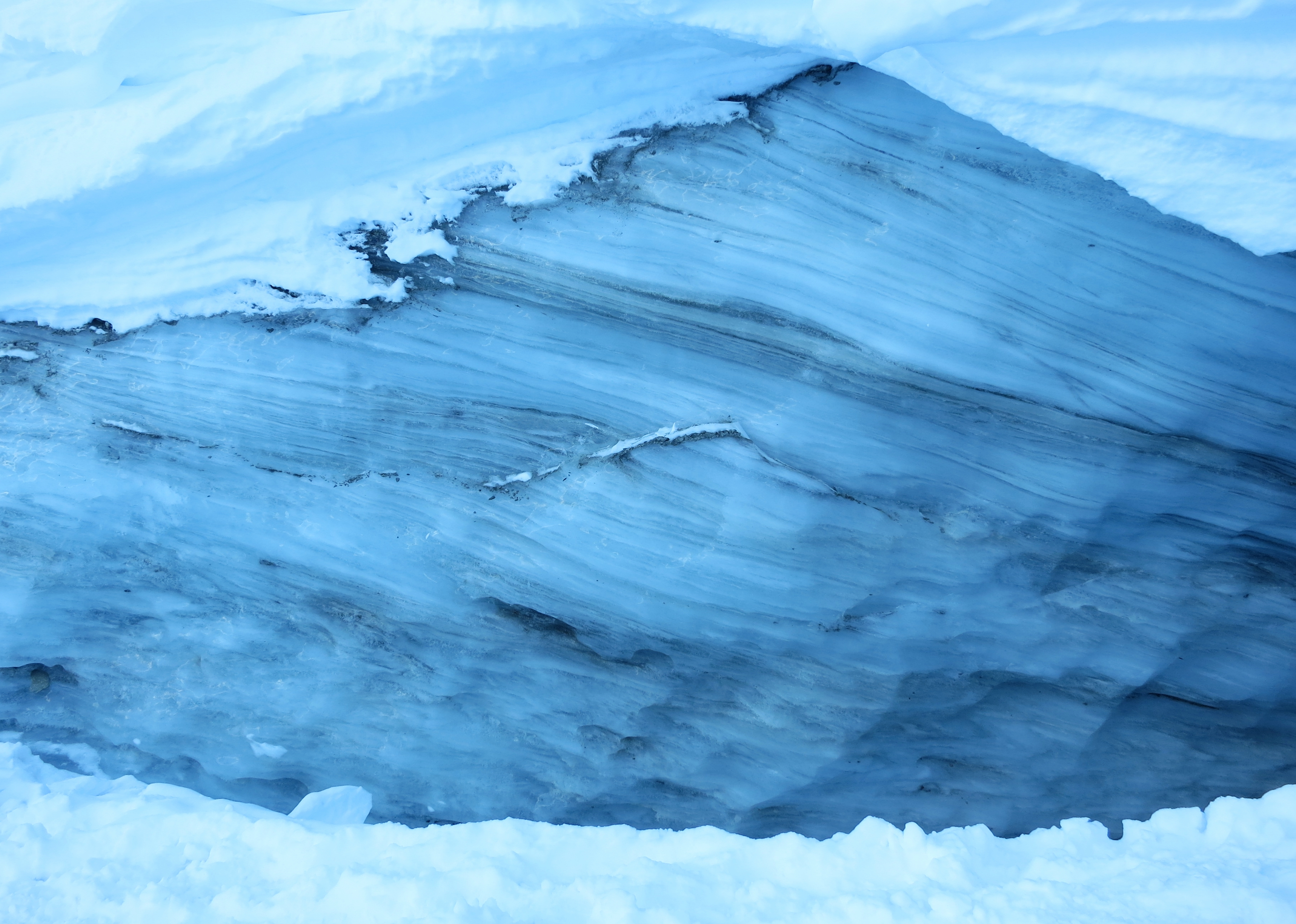
Estrats glacials de la glacera Blackcomb (Canadà).

També existeixen estrats de neu i glaç, en tant que són capes sòlides formats per elements sòlids cristal·lins. Els estrats de neu i gel es formen durant la precipitació de neu o la solidificació de l'aigua, ja sigui en mars, llacs o rius. De manera anàloga a la sedimentació, les capes més antigues es troben a la part inferior mentre que les més recents es troben més amunt dins la columna estratigràfica. Aquests estrats han tingut una importància creixent, sobretot a partir de la dècada de 1960, per tal de determinat les condicions climatològiques del passat, sobretot les del quaternari. L'estudi dels estrats nivals i de gel permet determinar canvis en els ambients propers, ja sigui mitjançant l'estudi del pol·len o de la composició isotòpica del gel.

## Límits dels estrats
Com ja s'ha dit, un estrat és una capa de roca que presenta certes propietats que permeten diferenciar-la d'altres adjacents; idealment, un estrat es troba limitat superiorment i inferior per dos plans d'estratificació que delimiten canvis importants en la litologia, composició, etc. Aquests límits es troben en zones de canvis lítics i poden observar-se de manera clara o en zones de gradació; en aquest darrer cas, sovint els límits s'apliquen de forma arbitrària; aquests límits poden ser de diferents tipus: 
1. Límits verticals: Els límits verticals poden ser nets o gradacionals; en el cas dels primers, trobem un canvi dràstic en les propietats de les roques, diferenciant-se dues unitats o estrats de manera clara i, per tant, el límit se situarà en aquest canvi sense dubtes.[2] En el cas d'una seqüència gradacional vertical -per exemple, una successió carbonatada marina que dona pas a sediments continentals de manera gradual i sense un limit clar- el límit s'haurà d'aplicar de manera arbitrària, sovint en base a criteris pràctics. Un exemple d'aquests criteris pràctics és quan hom troba una unitat de margues que limita verticalment amb una unitat de calcàries i margues; en aquest cas el límit es podria situar en l'última capa de margues. Hi ha casos on inclús pot ser complicar assignar límits de manera arbitrària, com per exemple en una transició gradual de gresos a llims.[2]
2. Límits laterals: en el cas de límits laterals dins d'un mateix estrat -per exemple, un estrat que comença sent un conglomerat però lateralment passa a ser un gres i posteriorment un llim- els límits solen assignar-se arbitràriament, ja que solen haver-hi zones d'intergradació complicades de classificar. Quan aquesta àrea d'intergradació és prou important pot arribar a constituir una unitat per si mateixa.[2]

## Galeria

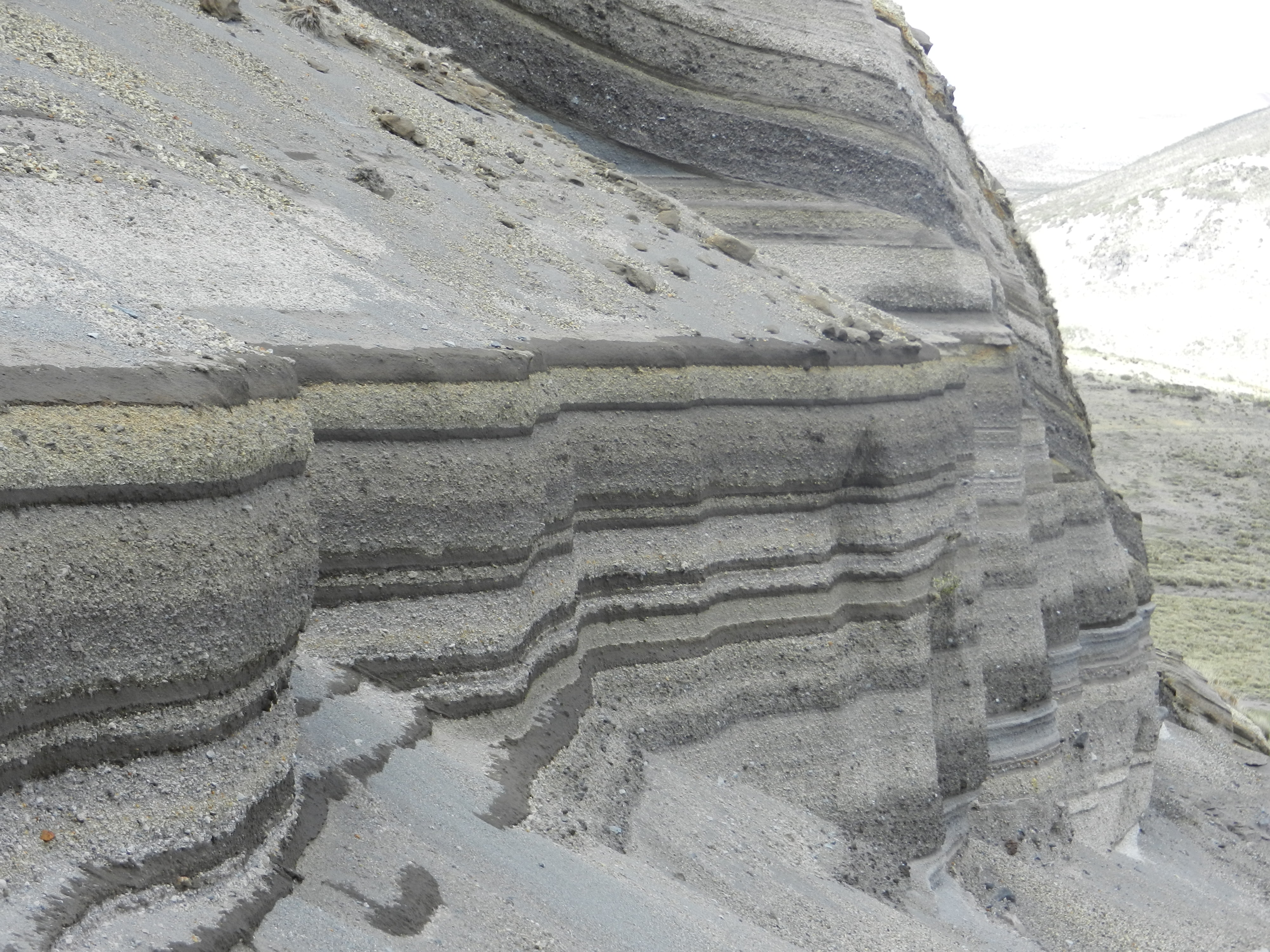
Estrats volcànics del volcà Chimborazo.
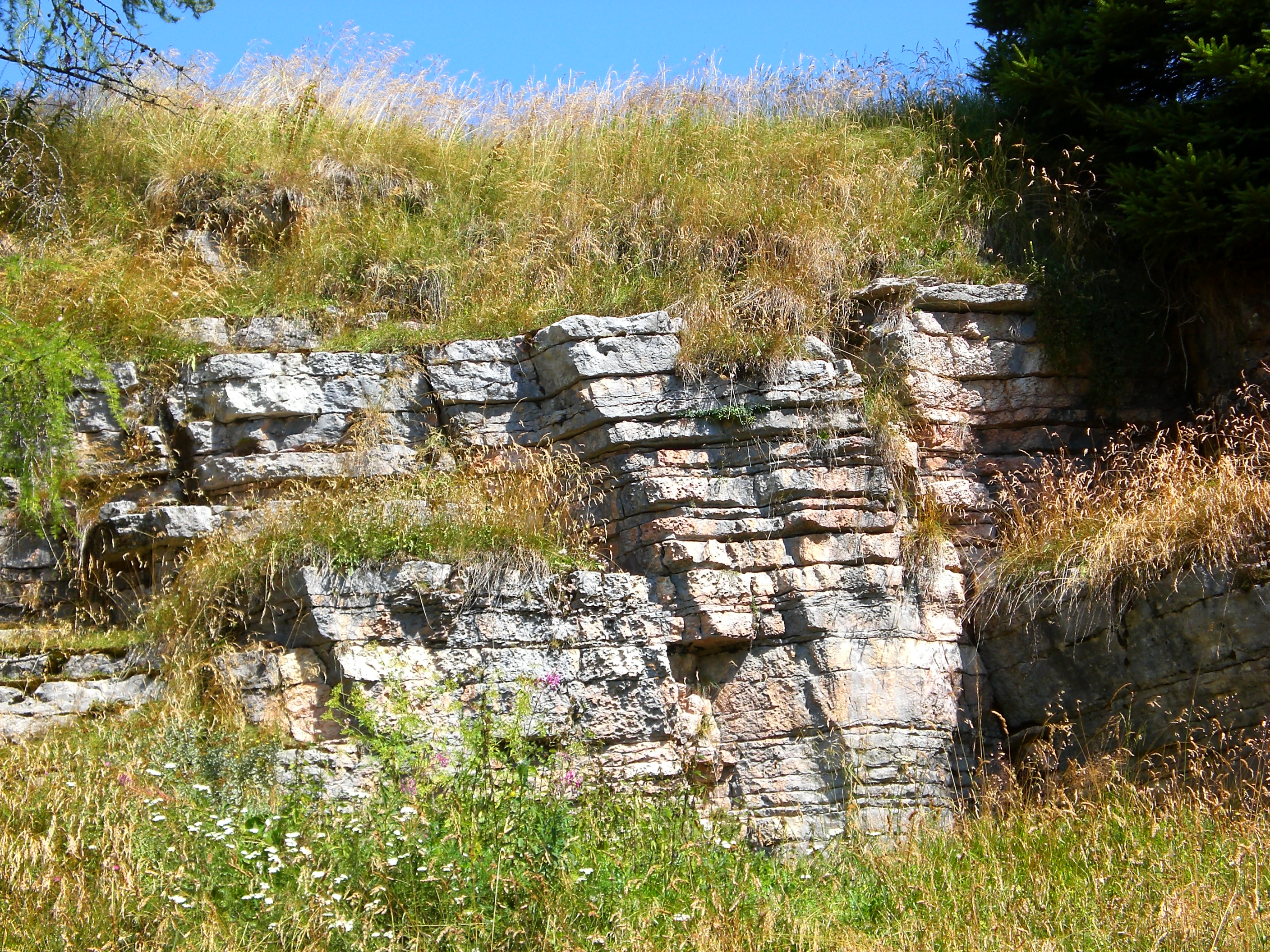
Estrats de roques sedimentàries.
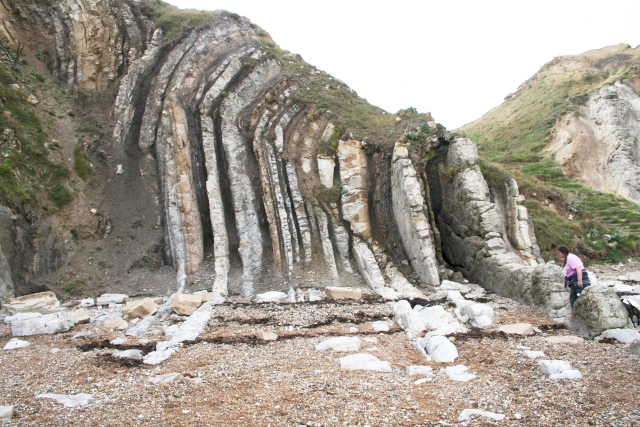
Estrats sedimentaris verticals com a causa de la deformació soferta.
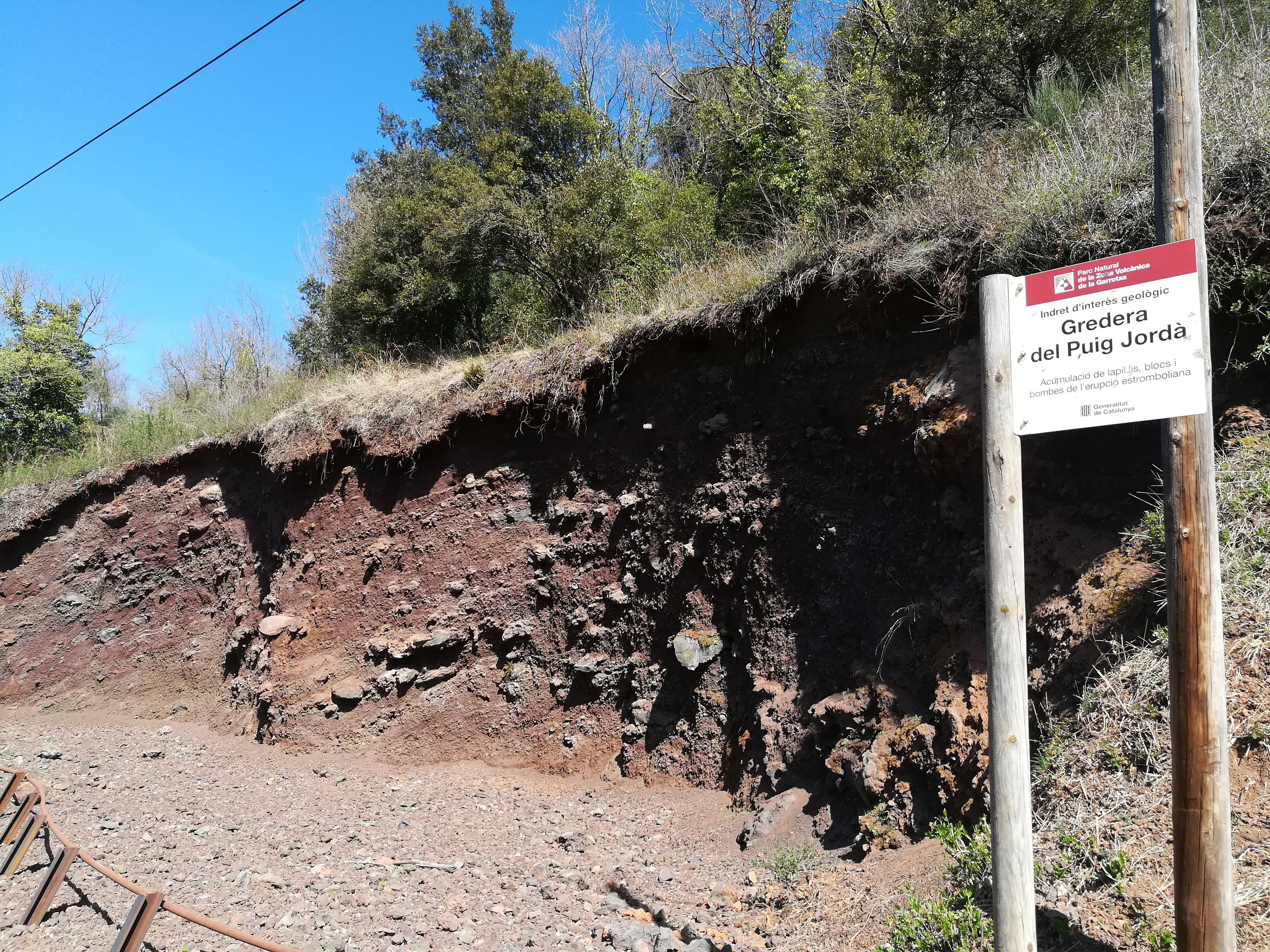
Estrats volcànics de la Gredera del Puig Jordà.
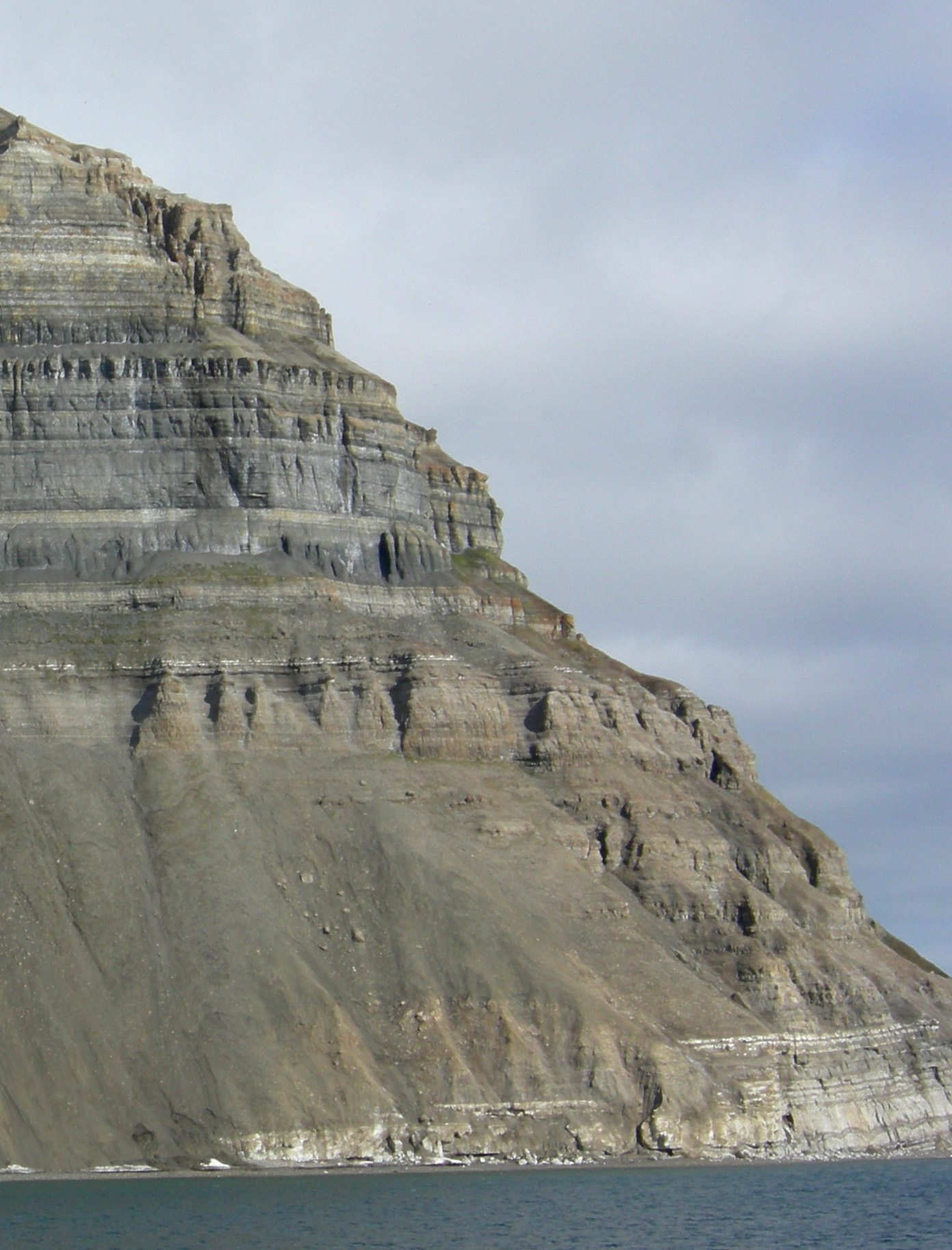
Seqüència d'estrats sedimentatis de Svalbard. Pel principi de superposició, aquells inferiors són més antics que els superiors.
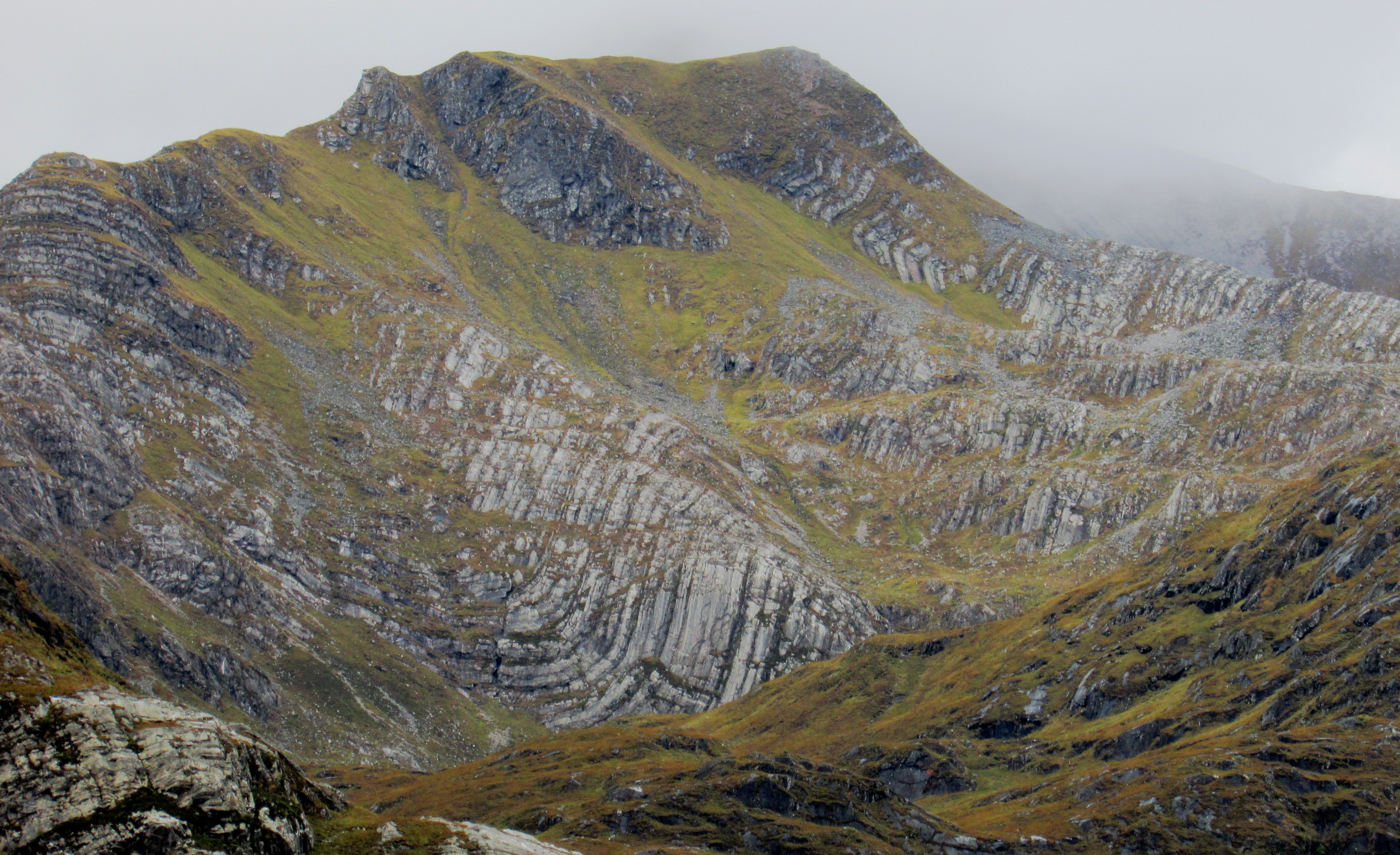
Estrats sedimentaris deformats a Escòcia. En aquest cas, la deformació pot haver posat els estrats més antics per sobre els més moderns.